# Haute randonnée pyrénéenne
Die Haute randonnée pyrénéenne (HRP) oder Haute route pyrénéenne ist ein Fernwanderweg in den Pyrenäen. 
Die HRP verläuft in größtmöglicher Nähe zum Hauptkamm der Pyrenäen und somit zumeist zwischen dem französischen Fernwanderweg GR 10 und dem spanischen GR 11. Die HRP bewegt sich daher über weite Strecken in offenem hochalpinem Gelände. Sie ist nicht durchgehend markiert, sondern nur in Führern beschrieben und in Karten eingezeichnet. Die genaue Ausgestaltung, also Wegverlauf, Einteilung in Tagesetappen, Auswahl von Zeltplätzen, Zwischenabstiege zur Verproviantierung lässt dem Begeher viel Raum für Eigenorganisation und Improvisation.